# هربونا
هربونا هي إحدى القرى اللبنانية من قرى قضاء البترون في محافظة الشمال.